# Kudoa carcharhini
Espèce
Kudoa carcharhini est une espèce de myxozoaires, des parasites unicellulaires. Cette espèce a été découverte chez des poissons vivant au large de l'Australie.